# Nino Mozzo
Nino Mozzo (ur. 10 marca 1911 w Asoli, zm. 19 września 1978 tamże) – włoski kolarz torowy, srebrny medalista mistrzostw świata.

## Kariera
Największy sukces w karierze Nino Mozzo osiągnął w 1932 roku, kiedy zdobył srebrny medal w sprincie indywidualnym amatorów podczas mistrzostw świata w Rzymie. W zawodach tych wyprzedził go jedynie Niemiec Albert Richter, a trzecie miejsce wywalczył Austriak Franz Dusika. Był to jedyny medal wywalczony przez Mozzo na międzynarodowej imprezie tej rangi. Nigdy nie wystąpił na igrzyskach olimpijskich.